# Dihybocercus confusus
Dihybocercus confusus is een insectensoort uit de familie Embiidae, die tot de orde webspinners (Embioptera) behoort. De soort komt voor in Oeganda.
Dihybocercus confusus is voor het eerst wetenschappelijk beschreven door Davis in 1939.